# Lars Holger Holm
Lars Holger Holm, född 23 augusti 1957 i Stockholm, är en svensk författare, översättare och violinist. Han skriver regelbundet för olika tidningar och kulturtidskrifter och har publicerat sig i bland annat Svenska Dagbladet, Moderna tider och Horisont.

## Biografi
Holm föddes i Stockholm 1957 och började spela fiol vid sju års ålder. Han bildade Swedenborg String Quartet (Lars Holm, Matts Ericsson, violiner; Anders Lindgren, viola; Håkan Molander, violoncell) och spelade in en skiva med Max Roach. I januari 1996 tilldelades han ett musikstipendium ur S:t Johannislogens Jubel-Fond. År 2011 spelade han med en symfoniorkester i Miami.
Holm har studerat litteratur och filosofi och skrivit många essäer i dagstidningar och tidskrifter. Han har varit musikkritiker i Svenska Dagbladet och Expressen. I många år var han presentatör i radiokanalen Classic FM. Som översättare har han framförallt uppmärksammats för sina översättningar till svenska av Charles Baudelaires Le Spleen de Paris och La peintre de la vie moderne, samt Friedrich Nietzsches Jenseits von Gut und Böse.

## Privatliv
Holm är bosatt i Frankrike och var gift med Maggie Curran 1996-1998. Tillsammans har de en son, Max Holm.